# Laima Vaikule

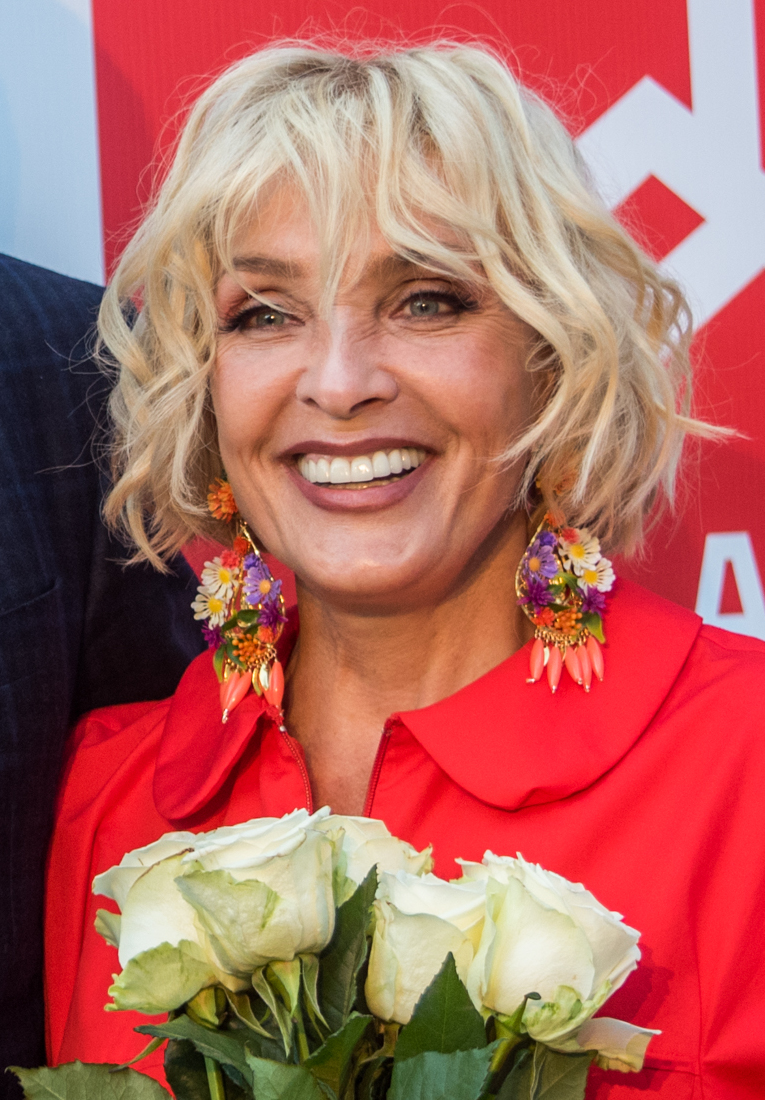
Laima Vaikule (2017)

Laima Vaikule (* 31. März 1954 in Cēsis, Lettische SSR, Sowjetunion) ist eine auf dem Gebiet der ehemaligen UdSSR populäre lettische Pop- und Estrada-Sängerin sowie Schauspielerin. Ihre bekanntesten Lieder sind Vernissage, Charlie und Jeschtscho ne wetscher (dt. Noch ist nicht Abend).

## Leben und Karriere
Als Laima Vaikule drei Jahre alt war, zogen ihre Eltern nach Riga. Schon früh zeigte Laima Vaikule Interesse an Musik und Choreographie. Im Alter von 12 Jahren nahm sie an einem Wettbewerb junger Sänger teil und wurde entdeckt. Zwischen 1970 und 1973 studierte sie Medizin in Riga und plante, Chirurgin zu werden. Gleichzeitig spielte sie Musik mit einer Band, mit der sie in lokalen Clubs und Restaurants auftrat. Anfang der 1980er studierte sie Schauspielerei und Regisseur an der Russischen Akademie für Theaterkunst (GITIS) in Moskau.
1985 landete Laima Vaikule ihren ersten Hit in der Sowjetunion. Ab 1986 arbeitete sie sehr erfolgreich mit dem lettischen Komponisten Raimonds Pauls und dem russischen Textschreiber Ilja Resnik zusammen. Es entstanden Hits wie Vernissage, Charlie und Skripatsch na krysche (dt. Geiger auf dem Dach). Laima Vaikule war unter den Begründern des jährlichen Popmusik-Festivals in Jūrmala. In den 1980er und 1990er Jahren war sie eine regelmäßige Teilnehmerin bei internationalen Musikwettbewerben und Festivals in ganz Europa. Sie erhielt unter anderem die goldene Lyra bei Bratislavská lýra, 87, bekam Auszeichnungen bei Jurmala 92 und nahm teil am AU music world in Monaco. In ihrer Heimat trägt sie den Titel der Volkskünstlerin Lettlands.
Am 2. August 2011 wurde Laima Vaikule für ihre künstlerischen Verdienste um die russisch-lettischen Beziehungen der russische Orden der Freundschaft verliehen.
Vaikule lebt und arbeitet in Riga und Moskau. Sie singt überwiegend auf Russisch.

## Diskografie

### Alben (Auswahl)
- 1987: Лайма Вайкуле
- 1993: Tango
- 1995: Я Вышла На Пикадилли
- 1996: Viss Nāk Un Aiziet...
- 1998: Латинский Квартал
- 1999: Зеркало
- 2013: Atkal Mājās

### Kompilationen
- 2000: Лучшие Песни
- 2002: Имена На Все Времена
- 2019: Leģendas

### Singles (Auswahl)
- 1986: Вернисаж
- 1987: Еще Не Вечер
- 1988: Скрипач на крыше
- 2015: Радуга (mit Boris Moissejew)
- 2015: Прибалтийский роман (mit Boris Moissejew)
- 2016: Я закрываю глаза (mit Stas Pieha)
- 2017: New (mit Elena Vaenga)
- 2019: Если Ты Со Мной (mit Stas Mikhaylov)